# Paul Capdeville
Paul Gerard Capdeville Castro (* 2. dubna 1983 v Santiago de Chile, Chile) je současný chilský profesionální tenista.
 Ve své dosavadní kariéře vyhrál 1 turnaj ATP ve čtyřhře.

## Finálové účasti na turnajích ATP (1)

### Čtyřhra - výhry (1)
| Legenda                                                       |
| ATP International Series Gold / ATP World Tour 500 Series (0) |
| ATP International Series / ATP World Tour 250 Series (1)      |

| Č. | Datum             | Turnaj              | Povrch | Partner         | Soupeři ve finále                     | Výsledek       |
| 1. | 20. červenec 2003 | Viña del Mar, Chile | antuka | Óscar Hernández | Albert Montañés Rubén Ramírez Hidalgo | 4-6, 6-4, 10-6 |

## Davisův pohár
Paul Capdeville se zúčastnil 9 zápasů v Davisově poháru  za tým Chile s bilancí 5-4 ve dvouhře a 0-2 ve čtyřhře.

## Postavení na žebříčku ATP na konci sezóny

### Dvouhra
| Rok    | 2000  | 2001    | 2002   | 2003   | 2004   | 2005   | 2006   | 2007   | 2008   |
| Pořadí | 1343. | ▼ 1377. | ▲ 814. | ▲ 447. | ▲ 390. | ▲ 134. | ▼ 149. | ▲ 100. | ▼ 112. |

### Čtyřhra
| Rok    | 2000  | 2001    | 2002    | 2003   | 2004   | 2005   | 2006   | 2007   | 2008   |
| Pořadí | 1210. | ▲ 1186. | ▲ 1155. | ▲ 322. | ▲ 190. | ▼ 209. | ▼ 293. | ▲ 188. | ▼ 655. |